# Coba, Quintana Roo
Coba är en ort i Mexiko.   Den ligger i kommunen Tulum och delstaten Quintana Roo, i den östra delen av landet, 1 200 km öster om huvudstaden Mexico City. Coba ligger 23 meter över havet och antalet invånare är 1 167.
Terrängen runt Coba är mycket platt.  Trakten runt Coba är nära nog obefolkad, med mindre än två invånare per kvadratkilometer. Coba är det största samhället i trakten. I omgivningarna runt Coba växer i huvudsak städsegrön lövskog.